# Emil Fevrell
Emil Fredrik Theodor Fevrell, född den 30 mars 1884 i Stockholm, död där den 27 juni 1959, var en svensk militär.

## Biografi

### Militär karriär
Fevrell blev underlöjtnant 1905 och löjtnant 1907. Han genomgick Artilleri- och ingenjörhögskolans allmänna fortifikationskurs 1907–1908, den högre 1908–1910, och var regementskvartermästare vid Svea ingenjörkår 1910–1912. Fevrell blev kapten 1917 och fortifikationsstabsofficer 1920. Han var adjutant vid fortifikationens chefsexpedition 1917–1921, tjänsteförrättande och biträdande militärattaché i Berlin 1921, lärare i krigsbyggnadskonst vid Krigsskolan 1921–1926, fortifikationsofficer vid IV. arméfördelningens stab 1926–1927, vid Östra arméfördelningens stab 1928, fortifikationsbefälhavare i Vaxholms fästning 1929–1938, chef för mindre befästningsstaben 1940, tillförordnad fortifikationsbefälhavare i Bodens fästning 1941 och chef för större befästningsstaben 1942. Fevrell befordrades till major 1929 och till överstelöjtnant 1932, i reserven 1938. Han blev riddare av Svärdsorden 1926, av Vasaorden 1927 och av Nordstjärneorden 1940.

### Politiskt engagemang
I likhet med många andra officerare hade Fevrell politisk hemvist till höger. Politisk oro efter första världskriget och rädsla för ett kommunistiskt maktövertagande gjorde att många engagerade sig i olika frikårer, till exempel Munckska kåren.  Under 1920–1940-talen tillhörde Fevrell Sveriges nationella förbund men verkar på 1950-talet ha gått över till Nysvenska rörelsen. Han var medlem i Svensk-tyska föreningen, Riksföreningen Sverige–Tyskland, Gymniska förbundet och Samfundet Manhem samt ingick i den delegation som 1939 uppvaktade Adolf Hitler på 50-årsdagen. Han var militär expert i åtalet mot Rickmanligan 1940.

### Familj
Emil Fevrell var liksom bröderna Valter och Thore Fevrell son till filosofie doktor Theodor Carlson, som var komminister i Oscars församling i Stockholm, och dennes hustru Emma Febvrel. År 1908 gifte han sig med Berta Norén, vilken var dotter till grosshandlare Leopold Norén och Helga Iggbom samt syster till Karl, Helge och Wilhelm Norén samt till Erik Björkmans hustru.